# Блу-Ривер (заповедник)
Блу-Ривер (фр. Parc provincial de la Rivière Bleue) — природный заповедник в городе Яте, Южная провинция, Новая Каледония.

## География

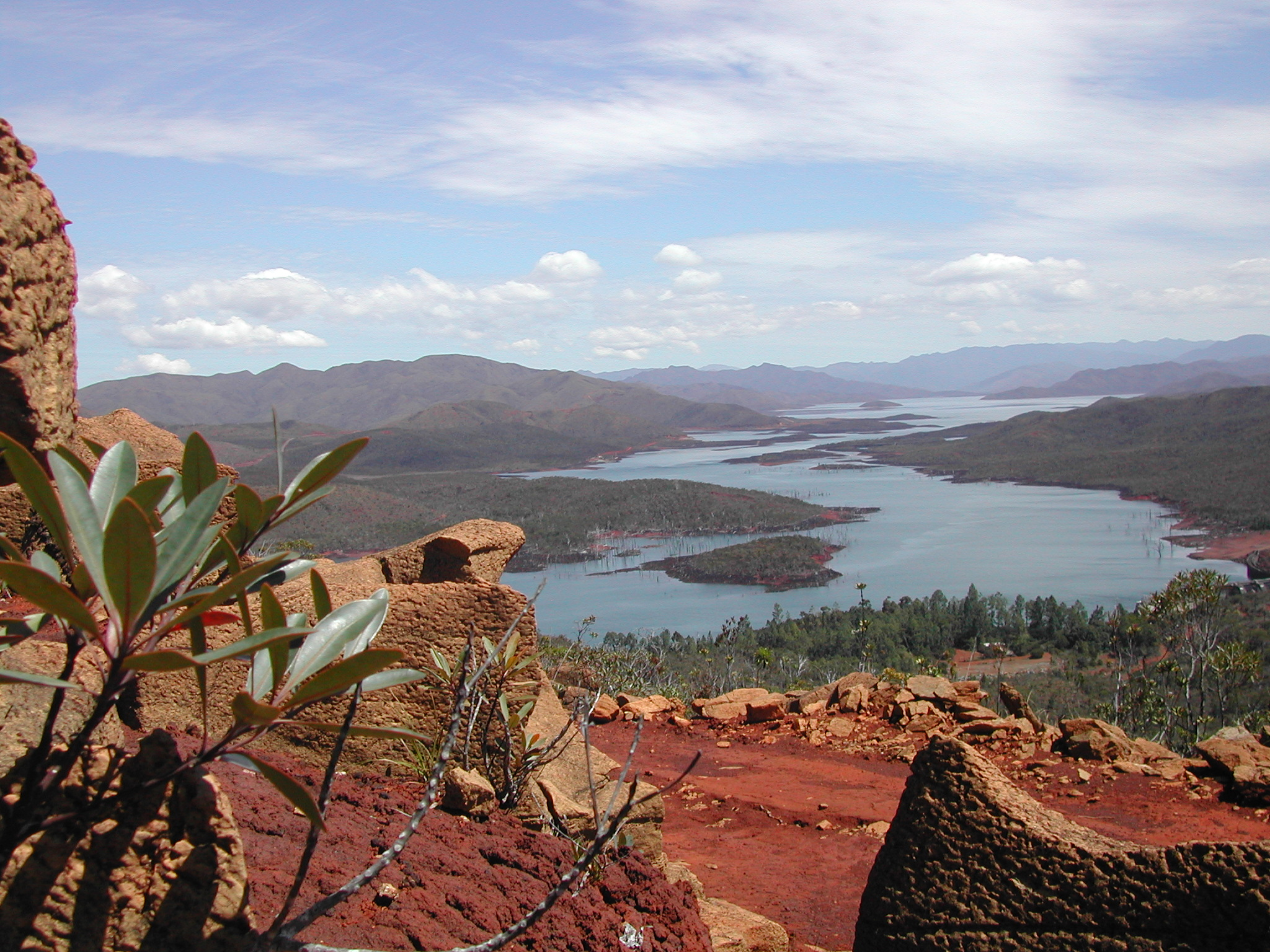
Вид на озеро Яте

Блу-Ривер — часть более крупной резервации Верхняя Яте (15 900 га). Парк охватывает бассейны рек Блу, Уайт и Монс-оф-Мэй, последняя впадает в озеро Яте после строительства плотины в 1958 году. Высота над уровнем моря варьируется от 160 до 1250 метров.
Парк включает несколько водопадов, водоёмов и местности приводит к наличию нескольких водопады, водоемы и гигантскую котловину.

## Биоразнообразие

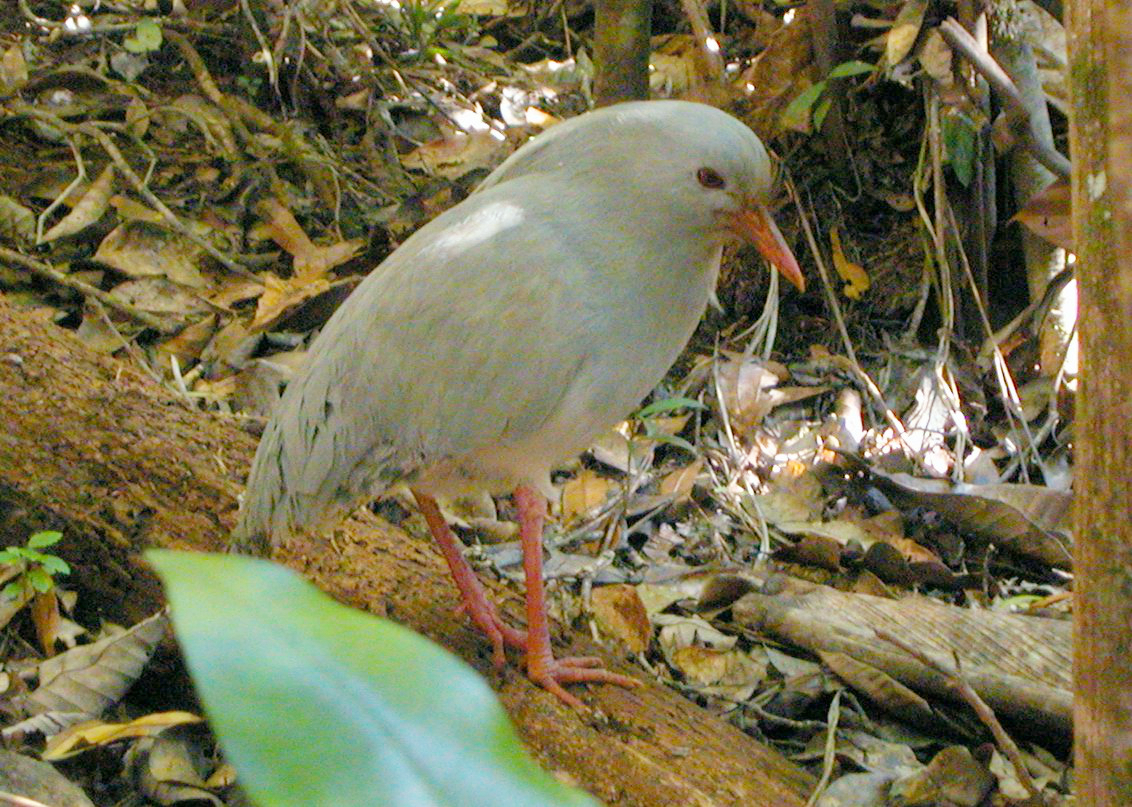
Кагу в парке

Для Новой Каледонии характерно большое биоразнообразие. В частности, парк известен как один из последних ареалов обитания птицы кагу, которая стала символом страны. Всего по стране их насчитывается около 700; это самая большая популяция кагу в дикой природе. Среди других эндемиков региона можно отметить новокаледонского плодоядного голубя и ресничного геккона-бананоеда.
В парке находится тысячелетняя сорокаметровая  агатис ланчеолата. Также присутствуют насекомоядные растения и орхидеи.

## История
Территория парка была заселена людьми с доисторических времён; петроглифы можно найти в долине Блу-Ривер. В начале XX века лесное хозяйство и добыча хрома в регионе привели к развитию современной транспортной инфраструктуры: было построено 36 км железных дорог для транспортировки брёвен и руды, появились локомобили, в 1958 году был возведён мост Периньон мост, изготовленный из местного дерева. В том же году было завершено строительство плотины Яте, которое привело к существенным изменениям на местности. Парк был образован в 1980 году и попал под управление Южной провинции.

## Туризм и отдых
Южная провинция инициировала развитие парка в 1998 году, в целях привлечь внимание общественности к проблемам охраны природы в этом регионе. Мезон дю Парк был открыт в 2002 году, на его территории находится выставочный зал (с постоянной экспозицией о парке с июня 2003), библиотека, конференц-зал, магазин, архивы и складские помещения. Зоны, созданных для кемпинга и пикников, были установлены вдоль рек, также развита сеть пешеходных и велосипедных дорог.